# Francesco Racanelli
Francesco Racanelli (Sannicandro di Bari, 1904 – Firenze, 1978) è stato un medico e pranoterapeuta italiano, inventore di una terapia pseudoscientifica da lui chiamata la "medicina bioradiante".

## Biografia
Nato nel 1904 a Sannicandro di Bari, in Puglia, riteneva di possedere un'energia curativa da lui chiamata “bioradiante”, e credeva nell'esistenza di un "fluido vitale...un'energia emanante da persone particolarmente dotate".
Accusato dal Consiglio dell'Ordine dei Medici di esercizio illegale della professione medica, per evitare ulteriori problemi legali si laureò in medicina, esercitando la sua attività a Firenze. Durante la liberazione della città, nel 1945, curò gratuitamente i feriti.
Morì nel 1978 ed è sepolto nell'Isola del Giglio.

## Opere
Francesco Racanelli scrisse diversi libri, di cui alcuni sono stati tradotto in francese e in tedesco.
- Il dolore e la sua medicina, Firenze, Giannini & Giovannelli, 1939, OCLC 632666065.
- Terra di nessuno, terra per tutti, F. Le Monnier, 1948, OCLC 122438578.
- OCLC 14662117, Il dono della guarigione, Vallecchi, 1950  [1948?-1949?], OCLC 633988784.
- Francesco Racanelli, Medicina bioradiante, Vallecchi, 1951, OCLC 14649906.
- L'uomo agente terapeutico, 21 p., 1970, OCLC 800991317.
- La via dell'amore, 7 p., 1971, OCLC 800991412.
- Natura e anime, Vallecchi, 1977, OCLC 3849053. Nove racconti 1945–1975.[6]
- L’altra medicina, 3ª ed., Vallecchi, 1978, OCLC 4777902.